# Gagge (adelsätt)
Gagge var en dansk uradelssläkt från Skåne och Bornholm, som är känd från 1302 och tillhör de äldsta danska släktnamnen. Släkten utgrenade sig under medeltiden och det finns fyra kända vapensköldar. Rudbek Gagge från Svendborg, som dog 1708, var på svärdssidan släktens sist kända medlem.
Den äldre släkten förde en björn i sitt vapen känt från 1302 till 1460. Den yngre släkten förde ett vapen med ett kvarnhjul och sparre känt från 1389 till 1708.
Vapen I: en björn med och utan krage. Cirka 16 personer kända (1302-1460).
Vapen II: en sköld indelad i två fält med tre hjärtan i det första och två bjälkar.
Vapen III: en sköld indelad i två fält med ett kvarnhjul i det första och sparre i det andra (känt 1389-1659).
Vapen IV: en sköld med en sparre. Fört av Anders Jepsen Gagge, borgmästare i Ystad 1421 till 1437.

## Historia
Ätten är känd som adelssläkt genom ett gåvobrev för fastigheterna Appenäs och Gannö upprättat den 14 mars 1303 av stamfadern riddaren Anders Gagge (förde en björn i sitt vapen).
Släkten går dock troligen tillbaka till Henrik Kagge som föddes ca 1255 och var bosatt i Bunkeflo socken samt Asser Kagge som föddes cirka 1220. Släktnamnet Gagge skrivs vid några tillfällen även "Kagge". Niels Gagge med hustrun Helene Strangesdatter var bosatta på Fårabäck nämns i ett brev daterat den 10 mars 1347 upplåter Nils Gagge m.fl. med skötning till ärkebiskop Peter i Lund östra delen av den gård, vilken kaniken Nils Bunkeflo innan bebott.
Jørgen Gagges adelskap blev legitimerat av kung Hans och hans släktgren bosatt på Bornholm kom att utgöra den legitimerade grenen.
Anders (Jepsen) Gaggee var borgmästare i Ystad 1421.
Henning Gagge var son Erik Gagge och var 1551 Hofsinde hos Kongen, män fik samma år uppdraget som Kongens Jurisdik tions fogede på Bornholm, medens Lybækkerne mid lertidigt om ön. Samtidigt forlänade Kongen skinke med Spidlegaard eller Set. Jørgens sjukhus i Aaker.
Släkten dog ut 1708 på svärdssidan med Rudbek Clausen Gagge.
I Sverige lever släkten Gagge  kvar och härstammar från den adliga danska släkten. 

### Sätesgårdar inom ätten
De olika Gagge släktgrenarna har haft ett flertal sätesgårdar i Skåne och på Bornholm.
- Fårabäck gård i Oxie socken var sätesgård för väpnaren Niels Gagge (född ca 1385) och Jens Jensen Gagge (död efter 1421) tillhörande Hollunger släktgrenen. Niels Gagge av Fårabäck 1401–1450) bevittnar den 25 oktober 1425 att Peder Nielsen (Bing) av Assartorp har försvarat ägandet av en gård i Önsvala i Bara härad.[12]
- Jordberga gods i Källstorps socken var sätesgård för Strange Gagge (född ca 1345) son till Niels Gagge. Andreas (Hollunger) Gagge pantsätter godset Stora Jordberga 1355.
- Ståstorp gård i Västra Tommarps socken var sätesgård för Anders Gagge 1476–79, son till Henrik Gagge.[13]
- Stora Bjällerups gård i Bjällerups socken innehades av Henrik Gagge som sonsonen Claus Gagge ärvde och gjorde till sätesgård.
- Rydsgårds gods innehades i början av 1500-talet av väpnaren Claus Eriksen Gagge (död 1556).[14]
- Lehnsgaard i Østerlars socken på Bornholm som Jørgen Gagge förvärvade 1522.[7]
- Stora Herrestads gård förvärvades av Anders Clausen Gagge (född ca 1550) och gick därefter i arv till Claus Andersen Gagge (död 1634), även skriven till Arlöse.
- Skovsgård i Humble socken (Svendborg Amt), innehades av Claus Gagge åren 1643-1667, och på svärdssidan släktens sista medlem Rudbek Clausen Gagge åren 1667-1708.

## Medlemmar ur släkten
- Anders Gagge, som 1302 gav godsen i Appenäs och Gannö till Sankt Peters kloster och omkring 1304 troligen varit riddare.
- Claus Gagge till Rydsgård (Ljunits härad), hade före 1527 sålt ett gods till Niels Rud, nämnd 1536 i Recessen, 1552 med sin svåger Jens Iugvorsen Mugeshift med fru Eline Goye, var 1552 i Herrevads kloster, och 1556 när herr Arlöf nämns i en Rusthållarlista; g. m. Arlöf (Gere) Mostsdatter.
- Bodil Gagge till Folkestrup (Vä socken i Gärds härad), levede 1570; g. m. Romell Pedersen Brun till Brunsgård